# Motus (motorfiets)
Motus' is een Amerikaans merk van motorfietsen.
Motus Motorcycles is eigendom van Lee Conn en Brian Case. Het bedrijf presenteerde in 2011 twee motorfietsen: de MST, een sporttoerer en de MST-R, een naked bike. Beide machines waren voorzien van een Pratt & Miller langsgeplaatste, direct ingespoten 1645cc V-vier. Dit was de eerste motorfiets die gebruik maakte van directe benzine-injectie. Opmerkelijk was dat deze geheel nieuwe motor nog stoterstangen voor de klepbediening gebruikte. Bovendien was er kettingaandrijving toegepast, terwijl een langsgeplaatste motor vrijwel altijd cardanaandrijving heeft.
Voor de MST werd een vermogen van 161pk opgegeven, terwijl het koppel 165 Nm zou bedragen. Het droog gewicht was slechts 227kg. Beide machines hadden een vakwerkframe.